# Marcus Nonius Macrinus
Marcus Nonius Macrinus était un sénateur et consul romain du IIe siècle

## Biographie
Marcus Nonius Macrinus était originaire de Brixia (Brescia), il est né dans les années 110. Sa carrière commence par le decemvirat judiciaire, puis il effectue le tribunat militaire dans deux légion, la VII Gemina et sans doute la XVI Gallica. Il est ensuite questeur, légat en Asie auprès d'un proconsul, tribun de la plèbe, préteur. Il est ensuite nommé légat de légion de la XIV Gemina à Carnuntum, gouverneur de la Pannonie inférieure. Il est ensuite consul en 154. Il est alors aussi membre du collège sacerdotal des Quindecemviri sacris faciundis. Macrinus est ensuite nommé curateur des rives du Tibre. Puis il dirige la Pannonie supérieure, où il se trouve en 159. À une date postérieure à 161, il est coopté parmi les sodales antoniniani, puis accompagne Marc Aurèle dans une expédition militaire, ce qui lui vaut le titre de comes. Il est proconsul d'Asie vers 170 et reçoit le titre de « Sauveur de la province ». Ce titre est vraisemblablement dû à son action au moment de l'attaque des Costoboques et des barbares contre la péninsule balkanique et la mer Égée. Il est aussi nommé gouverneur d'Espagne citérieure et peut-être de Bétique, en réaction, peut-être aussi aux troubles qui touchent la région sous Marc Aurèle. Son épouse était une Flavia Arria. Son tombeau fut retrouvé en 2008 sur la via Flaminia à quelques kilomètres de Rome.

## Personnage de fiction
Marcus Nonius Macrinus serait l'inspiration principale du personnage de Maximus Decimus Meridius ou Aelius Maximus (Decimus Aelius Maximus Meridius) dans le film Gladiator de Ridley Scott.

## Sources
- Inschriften von Ephesos, 3029 (Inscriptiones latinae selectae, 8830) (online)
- Année épigraphique, 1997, no 721 AE 1997, 721
- Année épigraphique, 2007, no 257 AE 2007, 257